# Kame-no-se
Kame-no-se är ett berg i Antarktis. Det ligger i Östantarktis. Norge gör anspråk på området. Toppen på Kame-no-se är 2 087 meter över havet.
Terrängen runt Kame-no-se är platt norrut, men söderut är den kuperad. Trakten är obefolkad. Det finns inga samhällen i närheten.